# Kanton Bègles
Kanton Bègles (fr. Canton de Bègles) je francouzský kanton v departementu Gironde v regionu Akvitánie. Tvoří ho pouze jediná obec Bègles.